# Juniorvärldsmästerskapet i ishockey 1996
Juniorvärldsmästerskapet i ishockey 1996, JVM i ishockey 1996, var den 20:e upplagan av Juniorvärldsmästerskapet i ishockey som arrangerades av IIHF.
Mästerskapet avgjordes i fyra divisioner som A-, B- C- och D-JVM. Dessa divisioner spelades som fyra turneringar:
A-JVM spelades i Boston, Amherst, Chestnut Hill, Marlborough, Springfield och Worcester i Massachusetts, USA, under perioden 26 december 1995 - 5 januari 1996.

B-JVM i Sosnowiec och Tychy, Polen under perioden 28 december 1995 - 4 januari 1996.

C-JVM i Jesenice, Bled och Kranj, Slovenien under perioden 30 december 1995 - 3 januari 1996. 

D-JVM i Tallinn, Estland under perioden 31 december 1995 - 4 januari 1996. 

Kanada vann sitt nionde guld. Sverige  tilldelades silvermedaljerna och Ryssland vann bronsmedaljer.
I detta JVM spelade många blivande NHL proffs bl.a. Milan Hejduk, Miikka Kiprusoff, Chris Drury, Marco Sturm, José Théodore, Mattias Öhlund, Daymond Langkow och turneringens skytteliga vinnare Jarome Iginla.

## Slutresultat
| AJVM   | AJVM      |
| ------ | --------- |
| Guld   | Kanada    |
| Silver | Sverige   |
| Brons  | Ryssland  |
| 4.     | Tjeckien  |
| 5.     | USA       |
| 6.     | Finland   |
| 7.     | Slovakien |
| 8.     | Tyskland  |
| 9.     | Schweiz   |
| 10.    | Ukraina   |

| BJVM | BJVM      |
| ---- | --------- |
| 11.  | Polen     |
| 12.  | Lettland  |
| 13.  | Norge     |
| 14.  | Ungern    |
| 15.  | Italien   |
| 16.  | Japan     |
| 17.  | Frankrike |
| 18.  | Österrike |

| CJVM | CJVM           |
| ---- | -------------- |
| 19.  | Kazakstan      |
| 20.  | Slovenien      |
| 21.  | Danmark        |
| 22.  | Vitryssland    |
| 23.  | Storbritannien |
| 24.  | Rumänien       |
| 25.  | Nederländerna  |
| 26.  | Spanien        |

| DJVM | DJVM        |
| ---- | ----------- |
| 27.  | Kroatien    |
| 28.  | Estland     |
| 29.  | Jugoslavien |
| 30.  | Litauen     |
| 31.  | Bulgarien   |
| 32.  | Sydafrika   |

## AJVM
Deltagande lag var Finland, Kanada, Ryssland, Schweiz, Slovakien, Sverige, Tjeckien, Tyskland, Ukraina och USA,. Lagen delades upp i två grupper, A och B, där lagen spelade en enkelomgång mot de andra lagen i gruppen. Vinnaren av respektive grupp var automatiskt kvalificerad för semifinal. Tvåan och trean från respektive grupp möttes i kvartsfinal, med tvåan från grupp A spelade mot trean från grupp B och vice versa. Därefter följde enkelmatcher i semifinal och final.

### Grupp A
| Nation  | SM | V | F | O | GM | IM | P |
| ------- | -- | - | - | - | -- | -- | - |
| Kanada  | 4  | 4 | 0 | 0 | 19 | 4  | 8 |
| USA     | 4  | 2 | 2 | 0 | 13 | 17 | 4 |
| Finland | 4  | 2 | 2 | 0 | 14 | 10 | 4 |
| Schweiz | 4  | 1 | 3 | 0 | 10 | 14 | 2 |
| Ukraina | 4  | 1 | 3 | 0 | 9  | 20 | 2 |

| Teams   | CAN | USA | FIN | SUI | UKR |
| ------- | --- | --- | --- | --- | --- |
| Kanada  |     | 6-1 | 3-1 | 2-1 | 8-1 |
| USA     | 1-6 |     | 5-4 | 4-3 | 3-4 |
| Finland | 1-3 | 4-5 |     | 5-1 | 4-1 |
| Schweiz | 1-2 | 3-4 | 1-5 |     | 5-3 |
| Ukraina | 1-8 | 4-3 | 1-4 | 3-5 |     |

### Grupp B
| Nation    | SM | V | F | O | GM | IM | P |
| --------- | -- | - | - | - | -- | -- | - |
| Tjeckien  | 4  | 2 | 0 | 2 | 15 | 10 | 6 |
| Ryssland  | 4  | 2 | 1 | 1 | 19 | 12 | 5 |
| Sverige   | 4  | 2 | 1 | 1 | 14 | 7  | 5 |
| Slovakien | 4  | 0 | 1 | 3 | 11 | 17 | 3 |
| Tyskland  | 4  | 0 | 3 | 1 | 11 | 24 | 1 |

| Teams     | CZE | RUS | SWE | SVK | GER |
| --------- | --- | --- | --- | --- | --- |
| Tjeckien  |     | 5-3 | 0-0 | 4-4 | 6-3 |
| Ryssland  | 3-5 |     | 5-2 | 3-3 | 8-2 |
| Sverige   | 0-0 | 2-5 |     | 6-0 | 6-2 |
| Slovakien | 4-4 | 3-3 | 0-6 |     | 4-4 |
| Tyskland  | 3-6 | 2-8 | 2-6 | 4-4 |     |

### Nedflyttnings omgång
| Nation    | SM | V | F | O | GM | IM | P |
| --------- | -- | - | - | - | -- | -- | - |
| Slovakien | 3  | 2 | 0 | 1 | 17 | 10 | 5 |
| Tyskland  | 3  | 1 | 0 | 2 | 12 | 7  | 4 |
| Schweiz   | 3  | 1 | 1 | 1 | 11 | 13 | 3 |
| Ukraina   | 3  | 0 | 3 | 0 | 6  | 16 | 0 |

| Teams     | SVK   | GER   | SUI   | UKR   |
| --------- | ----- | ----- | ----- | ----- |
| Slovakien |       | (4-4) | 7-3   | 6-3   |
| Tyskland  | (4-4) |       | 3-3   | 5-0   |
| Schweiz   | 3-7   | 3-3   |       | (5-3) |
| Ukraina   | 3-6   | 0-5   | (3-5) |       |

Schweiz och Ukraina relegerades till BJVM inför 1997.
Men eftersom Schweiz var värdland för turneringen 1997 fick de stanna kvar i AJVM.

### Slutspel
|  | Quarter finals | Quarter finals | Quarter finals |  |  | Semi finals | Semi finals | Semi finals |  |  | Final      | Final      | Final      |
|  |                |                |                |  |  |             |             |             |  |  |            |            |            |
|  |                |                |                |  |  | QF1         | Sverige     | 8           |  |  |            |            |            |
|  | A2             | USA            | 0              |  |  | B1          | Tjeckien    | 2           |  |  |            |            |            |
|  | B3             | Sverige        | 3              |  |  |             |             |             |  |  | SF1        | Sverige    | 1          |
|  |                |                |                |  |  |             |             |             |  |  | SF2        | Kanada     | 4          |
|  |                |                |                |  |  | QF2         | Ryssland    | 3           |  |  |            |            |            |
|  | B2             | Ryssland       | 6              |  |  | A1          | Kanada      | 4           |  |  | Bronsmatch | Bronsmatch | Bronsmatch |
|  | A3             | Finland        | 2              |  |  |             |             |             |  |  | QF1        | Tjeckien   | 1          |
|  |                |                |                |  |  |             |             |             |  |  | QF2        | Ryssland   | 4          |

### Skytteliga
| Spelare         | Nation   | SM | M | A | P  |
| --------------- | -------- | -- | - | - | -- |
| Jarome Iginla   | Kanada   | 6  | 5 | 7 | 12 |
| Florian Keller  | Tyskland | 6  | 4 | 8 | 12 |
| Marco Sturm     | Tyskland | 6  | 4 | 6 | 10 |
| Miika Elomo     | Finland  | 6  | 4 | 5 | 9  |
| Johan Davidsson | Sverige  | 7  | 3 | 6 | 9  |
| Ruslan Shafikov | Ryssland | 7  | 5 | 3 | 8  |
| Dmitri Nabokov  | Ryssland | 7  | 3 | 5 | 8  |
| Marcus Nilson   | Sverige  | 7  | 3 | 5 | 8  |

### Målvaktsligan
(Måste ha spelat minst 40% av lagets matcher)
| Spelare              | Nation   | MIN   | GA | GAA  | SO | V | F | O |
| -------------------- | -------- | ----- | -- | ---- | -- | - | - | - |
| José Théodore        | Kanada   | 240   | 6  | 1.50 | 0  | 4 | 0 | 0 |
| Per-Ragnar Bergkvist | Sverige  | 240   | 6  | 1.50 | 1  | 2 | 1 | 1 |
| Magnus Nilsson       | Sverige  | 180   | 7  | 2.33 | 0  | 2 | 1 | 1 |
| Alexei Egorov        | Ryssland | 358.9 | 17 | 2.84 | 0  | 3 | 2 | 1 |
| Miikka Kiprusoff     | Finland  | 159.3 | 9  | 3.39 | 0  | 1 | 2 | 0 |

### Turnerings utmärkelser
Allstar lag
- Målvakt: José Théodore
- Backar: Nolan Baumgartner,  Mattias Öhlund
- Forwards: Jarome Iginla,  Johan Davidsson,  Alexei Morozov

IIHF val av bästa spelare
- Målvakt: José Théodore
- Back: Mattias Öhlund
- Forward: Jarome Iginla